# Kiritimati
Kiritimati (kiribatische Aussprache: [kiˈɾismæs], kiribatische Schreibung des Wortlauts „Christmas“; vormals Christmas Island, „Weihnachtsinsel“) ist ein zu Kiribati gehörendes Atoll der Line Islands im Zentralpazifik.

## Geographie
Kiritimati liegt 189 km (der Ort London 220 km) nördlich des Äquators. Von London auf Kiritimati aus sind der Hauptort Napia der Insel Tabuaeran (Fanning Island) 298 km (nordwestliche Richtung), die Insel Teraina (Washington Island) 446 km (ebenfalls nordwestliche Richtung) und die Hauptstadt Kiribatis, South Tarawa auf dem Tarawa-Atoll, 3254 km entfernt.
Kiritimati hat mit 388,39 km² von allen Koralleninseln der Erde die größte Landfläche. Die Insel besitzt mit 345,54 km² eine der größten Lagunen. Streng genommen stellt es ein sich im „Heben“ befindendes Atoll (siehe gehobenes Atoll) dar, wobei die salzhaltige Lagune im Osten und Südosten bereits ausgetrocknet und lediglich nach Westen hin geöffnet ist. Im Zentrum der Lagune existieren in Abhängigkeit von den Gezeiten unzählige kleine und kleinste Inseln. Das Atoll hat eine Ost-West-Ausdehnung von 43,9 km sowie eine Nord-Süd-Ausdehnung von 39,6 km. Kiritimati umfasst 47,9 % der Landfläche Kiribatis; auf ihr leben mit weniger als 7400 Einwohnern jedoch nur knapp 6,2 % der kiribatischen Bevölkerung. Die nicht-indigene, sondern hauptsächlich von den Gilbertinseln aus angesiedelte Bevölkerung verteilt sich auf vier Orte, Hauptort und Hafen ist London.
Der höchste Punkt der Insel, Joe’s Hill, liegt im Südosten und ist mit 13 m der zweithöchste Punkt Kiribatis (der höchste Punkt Kiribatis befindet sich mit 81 m auf der Insel Banaba). Ortszeit für Kiritimati und die Line-Inseln ist UTC+14.

### Klima
|                       | Jan | Feb | Mär | Apr | Mai | Jun | Jul | Aug | Sep | Okt | Nov | Dez |   |      |
| Mittl. Tagesmax. (°C) | 29  | 29  | 30  | 30  | 31  | 31  | 30  | 31  | 31  | 31  | 30  | 30  | ⌀ | 30,3 |
| Mittl. Tagesmin. (°C) | 24  | 24  | 24  | 24  | 24  | 24  | 24  | 25  | 24  | 24  | 24  | 24  | ⌀ | 24,1 |
|                       |     |     |     |     |     |     |     |     |     |     |     |     |   |      |
| Niederschlag (mm)     | 20  | 70  | 60  | 200 | 80  | 80  | 50  | 10  | 0   | 0   | 0   | 10  | Σ | 580  |

| 24 |

| 24 |

| 24 |

| 24 |

| 24 |

| 24 |

| 24 |

| 25 |

| 24 |

| 24 |

| 24 |

| 24 |

| 24 |

| 24 |

| 24 |

| 24 |

| 24 |

| 24 |

| 24 |

| 25 |

| 24 |

| 24 |

| 24 |

| 24 |

Über Kiritimati befindet sich zweimal im Jahr die innertropische Konvergenzzone. Durch die geringe Höhe kommt es über der Insel kaum zu Wolkenbildung und zu den starken Regenfällen, für die die Tropen bekannt sind. Die geringe Niederschlagsmenge bewirkt einen Mangel an Frischwasser auf dem Atoll.

## Geschichte
Als Entdecker zur Zeit der europäischen Expansion gilt der britische Seefahrer und Weltumsegler James Cook (1728–1779), der das Atoll als eines der ersten der Linieninseln am 24. Dezember 1777 während seiner dritten Südseereise sichtete. Er verbrachte dort mit seiner Mannschaft die Festtage und gab ihr den Namen Christmas Island. Er fand sie unbewohnt vor, jedoch fanden sich geringe Spuren einer früheren Besiedlung, worauf auch rund 200 Kokospalmen im Westteil des Atolls schließen ließen.
Der französische Geograph Jean-Nicolas Buache wies hingegen in seinem Werk Mémoires sur les découvertes à faire dans le Grand Océan (1797–1798) nach, dass es sich bei der Insel um die bereits 1537 von der meuternden Besatzung von Hernando de Grijalva entdeckte und Acea getaufte Insel handelte.
Archäologische Kampagnen Ende der 1990er Jahre, hier durch Paul Wallin, erbrachten mit Hilfe von Datierungen durch die Radiokarbonmethode eine eher einmalige Besiedlung im Rahmen der ostpolynesischen Expansion um das 14. Jahrhundert (13. bis 16. Jahrhundert).
Unter Berufung auf den 1856 verabschiedeten Guano Islands Act wurde die Weihnachtsinsel 1857 von Kapitän J. L. Pendleton für die USA in Besitz genommen. In den folgenden Jahren wurde die Insel an verschiedene Firmen zum Abbau von Guano verpachtet. Am 17. März 1888 wurde die tropische Insel – unter amerikanischem Protest – vom Britischen Empire annektiert und am 30. Juli 1919 durch Order in Council als „Christmas Island“ der neuen Kronkolonie Gilbert and Ellice Islands Colony angegliedert.
In der Folgezeit wurde mit dem Anbau von Kokospalmen zur Erzeugung von Kopra begonnen.

## Kernwaffentests

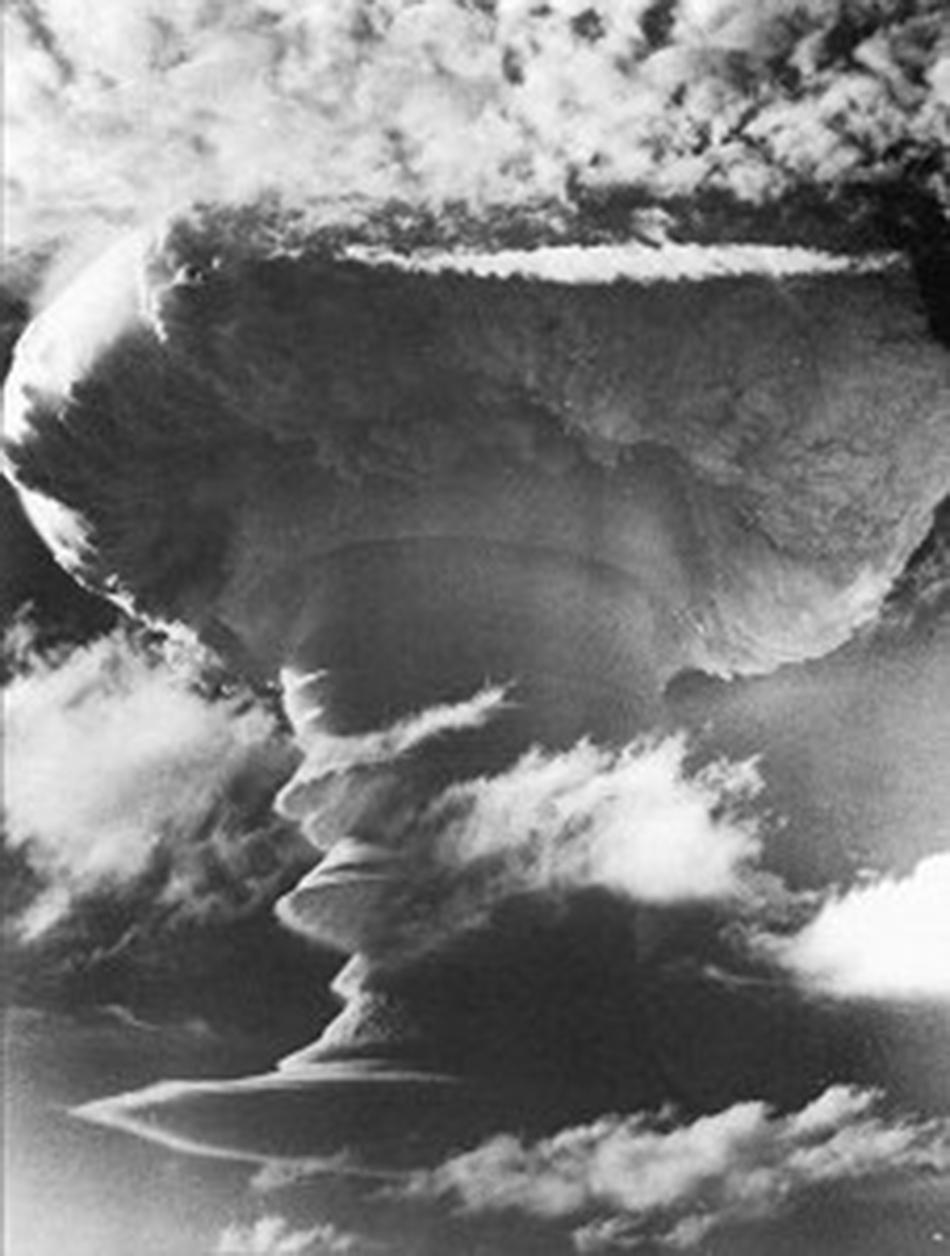
Der britische Wasserstoffbombentest Operation Grapple X über Kiritimati

Im Jahr 1956 begann Großbritannien mit den Vorbereitungen für mehrere Kernwaffentests auf Kiritimati sowie auf dem rund 700 km südlich gelegenen unbewohnten Atoll Malden. Hierzu wurden rund 3000 Militärbedienstete auf die Insel verlegt und der Hafen sowie der als Einsatzbasis dienende Flugplatz Christmas Island ausgebaut. Die erste Wasserstoffbombe, die eine Sprengkraft von 300 Kilotonnen besaß, wurde am 15. Mai 1957 über Malden von einer Vickers Valiant abgeworfen. Dieser Test mit der Bezeichnung Grapple 1 verlief nur bedingt erfolgreich. Weitere Kernwaffentests auf Malden fanden am 31. Mai (Grapple 2) und 19. Juni 1957 (Grapple 3) statt.
Obwohl die Bevölkerung zuvor nicht vollständig evakuiert worden war, erfolgte am 8. November 1957 direkt über der südöstlichen Spitze Kiritimatis der Abwurf einer weiteren Wasserstoffbombe (Grapple X), deren Sprengkraft auf eine Megatonne kalkuliert worden war, die aber tatsächlich eine Energie von 1,8 Megatonnen freisetzte und mehrere Gebäude im sicher geglaubten Westteil der Insel beschädigte.
Am 28. April 1958 erfolgte der Abwurf der bislang schwersten britischen Wasserstoffbombe (Grapple Y) im Seegebiet vor Kiritimati, die eine Sprengkraft von 3 Megatonnen besaß. Am 22. August 1958 begann die letzte Versuchsreihe (Grapple Z), bei der vier Wasserstoffbomben, die zum Teil an Fesselballons befestigt waren, über dem südöstlichen Teil der Insel gezündet wurden.
Für künftige Kernwaffenversuche baute Großbritannien von August 1958 bis März 1959 einen neuen Militärflugplatz mit verlängerter Startbahn (genannt Aeon Field) auf Kiritimati, der aber nie in Betrieb genommen wurde. Die britischen Kernwaffenversuche in der Region endeten am 23. September 1958.
Die USA führten vom 25. April bis zum 11. Juli 1962 während der „Operation Dominic“ vor der Küste des Atolls beziehungsweise im näheren Seegebiet 25 weitere Kernwaffenversuche durch, darunter am 6. Mai 1962 unter dem Codenamen „Frigate Bird“ den bislang einzigen US-amerikanischen SLBM-Volltest. In der Region um Kiritimati fanden bis zum Inkrafttreten des Vertrags über das Verbot von Kernwaffenversuchen in der Erdatmosphäre im Jahr 1963 insgesamt 34 britische und US-amerikanische Kernwaffentests statt.

## Bevölkerungszahlen
| Nr. | Ort             | Bevölkerung (Zensus 2005) | Bevölkerung (Zensus 2010) | Bevölkerung (Zensus 2015) | Bevölkerung (Zensus 2020) |
| --- | --------------- | ------------------------- | ------------------------- | ------------------------- | ------------------------- |
| 1   | London          | 1829                      | 1879 ▲                    | 1895 ▲                    | 1986 ▲                    |
| 2   | Tabwakea        | 1881                      | 2311 ▲                    | 3001 ▲                    | 3522 ▲                    |
| 3   | Banana          | 1170                      | 955 ▼                     | 1209 ▲                    | 1458 ▲                    |
| 4   | Poland          | 235                       | 441 ▲                     | 351 ▼                     | 403 ▲                     |
| 5   | Paris (Wüstung) | 0                         | 0 ▬                       | 0 ▬                       | 0 ▬                       |
|     | Kiritimati      | 5115                      | 5586 ▲                    | 6456 ▲                    | 7369 ▲                    |

Das Dorf Poland (Polen) heißt deswegen so, weil der vorbeifahrende polnische Matrose Stanisław Pełczyński der Dorfbevölkerung maßgeblich bei der Bewässerung der Kokosplantagen geholfen haben soll. Ebenfalls wurde seinetwegen im Dorf auch eine Kirche nach Stanislaus von Krakau sowie eine Bucht benannt (Sankt-Stanislaus-Bucht).
Das mittlerweile verlassene Dorf Paris wurde wegen des ehemaligen französischen Priesters Emmanuel Rougier benannt, der die Insel von 1917 bis 1939 gepachtet hatte und Kokospalmen anpflanzen ließ. Er hatte dort gewohnt, besaß eigene Schiffe für den Transport der Kopra und ließ eigene Briefmarken drucken.

### Bevölkerungsentwicklung
Bevölkerungsentwicklung von Kiritimati 1947–2020:

## Politik und Verwaltung
Die lokalen Belange des Atolls regelt ein Inselrat (Kiritimati Island Council). Da es über 5000 Einwohner zählt, entsendet Kiritimati drei Parlamentsmitglieder in das Parlament Maneaba ni Maungatabu in South Tarawa. Für das 10. Parlament 2011–2015 wurden Tawita Temoku, Jacob Teem und Kirata Temamaka gewählt. In das 11. Parlament von 2016 bis 2020 wurden Jacob Teem und Kirata Temamaka wieder gewählt. Neu hinzugekommen ist Mikarite Temari, der damit Temoku ersetzte.

## Wirtschaft und Verkehr
In London haben japanische Unternehmen eine Landungsbrücke errichtet, über die der Export von Kopra, Seetang und Aquarienfischen abgewickelt wird.
In geringem Maße hat eine touristische Entwicklung eingesetzt, hauptsächlich kommen Angler und Taucher. Ab und zu macht ein Kreuzfahrtschiff auf Kiritimati fest.
Zwischen 1999  und 2014 führte das Unternehmen Sea Launch Starts mit der dreistufigen Zenit-3SL-Rakete durch, die zum Aussetzen von Satelliten in eine geostationäre Umlaufbahn (GTO) genutzt wurden, wobei das Kürzel SL für Sea Launch steht. Als Startplatz wurde eine schwimmende umgebaute Bohrplattform verwendet, die in die Nähe von Kiritimati geschleppt wurde. Durch die Nähe des Startplatzes zum Äquator war eine höhere Nutzlastkapazität der Rakete erreichbar.
Im Ostteil des Atolls befindet sich der kleine Flughafen Cassidy.

## Flora und Fauna
Die Insel ist weitgehend von Büschen und Sträuchern bewachsen, von denen Scaevola taccada, Suriana maritima und Sida fallax am häufigsten anzutreffen sind. Die angepflanzten Kokospalmen (Cocos nucifera) sind im Westen zu finden. Etwa 20 Arten an Gefäßpflanzen sind heimisch.
An heimischen Säugetieren kommt die Pazifische Ratte (Rattus exulans) vor, was oftmals ein Beleg für eine frühere polynesische Besiedlung ist. Die Weihnachtsinsel stellt mit 36 Arten an Seevögeln, davon 18 brütend, ein bedeutendes Territorium dar, mit geschätzten 15 Millionen Seevögeln ist es gar die an Individuen reichste Insel der Erde. Ihre jeweils weltweit größte Population haben auf Kiritimati der Phönixsturmvogel (Pterodroma alba) und der Keilschwanz-Sturmtaucher (Puffinus pacificus), weitere häufige Seevögel sind der Bindenfregattvogel (Fregata minor), der Weihnachts-Sturmtaucher (Puffinus nativitatis), der Maskentölpel (Sula dactylatra), der Rotschwanz-Tropikvogel (Phaethon rubricauda) sowie die Brillenseeschwalbe (Onychoprion lunatus). An Landvögeln sei der seltene Kiribatirohrsänger (Acrocephalus aequinoctialis) erwähnt, welcher nur auf Kiritimati und Teraina vorkommt.
Am 29. Mai 1975, noch vor der Unabhängigkeit Kiribatis, wurde ein Teil des Atolls als Christmas Island Wildlife Sanctuary unter Naturschutz gestellt.

Seevögel
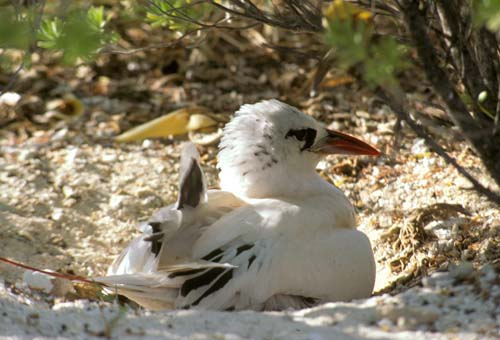
Rotschwanz-Tropikvogel
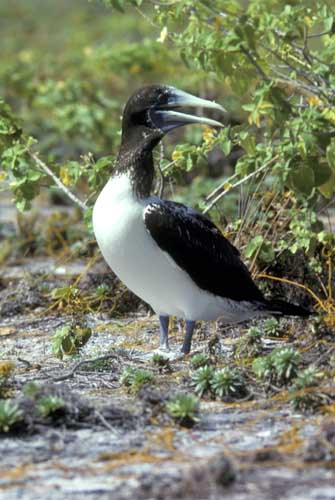
Ein noch nicht ganz ausgewachsener Maskentölpel
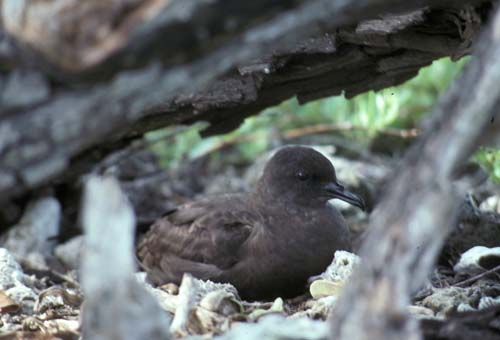
Weihnachts-Sturmtaucher
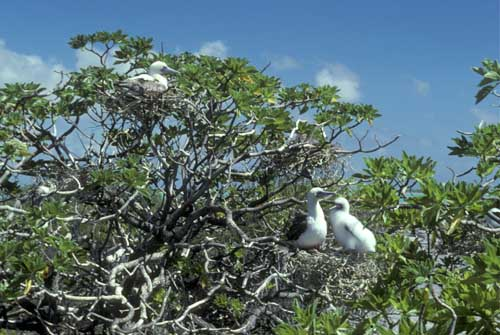
Rotfußtölpel auf Heliotropium arboreum (Samtblatt-Baum)